# Liste der olympischen Medaillengewinner aus Argentinien
Das Comité Olímpico Argentino wurde 1923 gegründet und auch im selben Jahr vom Internationalen Olympischen Komitee aufgenommen. Schon bei den Spielen 1900, 1908 und 1920 nahmen argentinische Sportler teil, konnten aber keine Medaillen gewinnen.

## Medaillenbilanz
Bislang konnten argentinische Sportler 80 olympische Medaillen erringen (22 × Gold, 27 × Silber und 31 × Bronze). Mit 24 gewonnenen Medaillen sind die Boxer die erfolgreichsten Olympiateilnehmer. Dabei stellten sie sieben Olympiasieger.
| Argentinien bei den Olympischen Sommerspielen                                      | Argentinien bei den Olympischen Sommerspielen | Argentinien bei den Olympischen Sommerspielen | Argentinien bei den Olympischen Sommerspielen | Argentinien bei den Olympischen Sommerspielen | Argentinien bei den Olympischen Sommerspielen |      | Argentinien bei den Olympischen Winterspielen | Argentinien bei den Olympischen Winterspielen | Argentinien bei den Olympischen Winterspielen | Argentinien bei den Olympischen Winterspielen | Argentinien bei den Olympischen Winterspielen | Argentinien bei den Olympischen Winterspielen |
| Jahr                                                                               | Gold                                          | Silber                                        | Bronze                                        | Gesamt                                        | Rang                                          | Jahr | Gold                                          | Silber                                        | Bronze                                        | Gesamt                                        | Rang                                          |                                               |
| 1900                                                                               | 0                                             | 0                                             | 0                                             | 0                                             |                                               |      |                                               |                                               |                                               |                                               |                                               |                                               |
| 1904                                                                               | –                                             | –                                             | –                                             | –                                             | –                                             |      |                                               |                                               |                                               |                                               |                                               |                                               |
| 1908                                                                               | 0                                             | 0                                             | 0                                             | 0                                             |                                               |      |                                               |                                               |                                               |                                               |                                               |                                               |
| 1912                                                                               | –                                             | –                                             | –                                             | –                                             | –                                             |      |                                               |                                               |                                               |                                               |                                               |                                               |
| 1920                                                                               | 0                                             | 0                                             | 0                                             | 0                                             |                                               |      |                                               |                                               |                                               |                                               |                                               |                                               |
| 1924                                                                               | 1                                             | 3                                             | 2                                             | 6                                             | 16                                            |      | 1924                                          | –                                             | –                                             | –                                             | –                                             | –                                             |
| 1928                                                                               | 3                                             | 3                                             | 1                                             | 7                                             | 12                                            |      | 1928                                          | 0                                             | 0                                             | 0                                             | 0                                             |                                               |
| 1932                                                                               | 3                                             | 1                                             | 0                                             | 4                                             | 11                                            |      | 1932                                          | –                                             | –                                             | –                                             | –                                             | –                                             |
| 1936                                                                               | 2                                             | 2                                             | 3                                             | 7                                             | 13                                            |      | 1936                                          | –                                             | –                                             | –                                             | –                                             | –                                             |
| 1948                                                                               | 3                                             | 3                                             | 1                                             | 7                                             | 13                                            |      | 1948                                          | 0                                             | 0                                             | 0                                             | 0                                             |                                               |
| 1952                                                                               | 1                                             | 2                                             | 2                                             | 5                                             | 19                                            |      | 1952                                          | 0                                             | 0                                             | 0                                             | 0                                             |                                               |
| 1956                                                                               | 0                                             | 1                                             | 1                                             | 2                                             | 29                                            |      | 1956                                          | –                                             | –                                             | –                                             | –                                             | –                                             |
| 1960                                                                               | 0                                             | 1                                             | 1                                             | 2                                             | 30                                            |      | 1960                                          | 0                                             | 0                                             | 0                                             | 0                                             |                                               |
| 1964                                                                               | 0                                             | 1                                             | 0                                             | 1                                             | 30                                            |      | 1964                                          | 0                                             | 0                                             | 0                                             | 0                                             |                                               |
| 1968                                                                               | 0                                             | 0                                             | 2                                             | 2                                             | 41                                            |      | 1968                                          | 0                                             | 0                                             | 0                                             | 0                                             |                                               |
| 1972                                                                               | 0                                             | 1                                             | 0                                             | 1                                             | 33                                            |      | 1972                                          | 0                                             | 0                                             | 0                                             | 0                                             |                                               |
| 1976                                                                               | 0                                             | 0                                             | 0                                             | 0                                             |                                               |      | 1976                                          | 0                                             | 0                                             | 0                                             | 0                                             |                                               |
| 1980                                                                               | –                                             | –                                             | –                                             | –                                             | –                                             |      | 1980                                          | 0                                             | 0                                             | 0                                             | 0                                             |                                               |
| 1984                                                                               | 0                                             | 0                                             | 0                                             | 0                                             |                                               |      | 1984                                          | 0                                             | 0                                             | 0                                             | 0                                             |                                               |
| 1988                                                                               | 0                                             | 1                                             | 1                                             | 2                                             | 35                                            |      | 1988                                          | 0                                             | 0                                             | 0                                             | 0                                             |                                               |
| 1992                                                                               | 0                                             | 0                                             | 1                                             | 1                                             | 54                                            |      | 1992                                          | 0                                             | 0                                             | 0                                             | 0                                             |                                               |
| 1996                                                                               | 0                                             | 2                                             | 1                                             | 3                                             | 54                                            |      | 1994                                          | 0                                             | 0                                             | 0                                             | 0                                             |                                               |
| 2000                                                                               | 0                                             | 2                                             | 2                                             | 4                                             | 57                                            |      | 1998                                          | 0                                             | 0                                             | 0                                             | 0                                             |                                               |
| 2004                                                                               | 2                                             | 0                                             | 4                                             | 6                                             | 38                                            |      | 2002                                          | 0                                             | 0                                             | 0                                             | 0                                             |                                               |
| 2008                                                                               | 2                                             | 0                                             | 4                                             | 6                                             | 35                                            |      | 2006                                          | 0                                             | 0                                             | 0                                             | 0                                             |                                               |
| 2012                                                                               | 1                                             | 1                                             | 2                                             | 4                                             | 42                                            |      | 2010                                          | 0                                             | 0                                             | 0                                             | 0                                             |                                               |
| 2016                                                                               | 3                                             | 1                                             | 0                                             | 4                                             | 27                                            |      | 2014                                          | 0                                             | 0                                             | 0                                             | 0                                             |                                               |
| 2020                                                                               | 0                                             | 1                                             | 2                                             | 3                                             | 72                                            |      | 2018                                          | 0                                             | 0                                             | 0                                             | 0                                             |                                               |
| 2024                                                                               | 1                                             | 1                                             | 1                                             | 3                                             | 52                                            |      | 2022                                          | 0                                             | 0                                             | 0                                             | 0                                             |                                               |
| Gesamt                                                                             | 22                                            | 27                                            | 31                                            | 80                                            |                                               |      | Gesamt                                        | 0                                             | 0                                             | 0                                             | 0                                             |                                               |
| \| \| Gold \| Silber \| Bronze \| Gesamt \| \| Ges. S+W \| 22 \| 27 \| 31 \| 80 \| |                                               |                                               |                                               |                                               |                                               |      |                                               |                                               |                                               |                                               |                                               |                                               |
|                                                                                    | Gold                                          | Silber                                        | Bronze                                        | Gesamt                                        |                                               |      |                                               |                                               |                                               |                                               |                                               |                                               |
| Ges. S+W                                                                           | 22                                            | 27                                            | 31                                            | 80                                            |                                               |      |                                               |                                               |                                               |                                               |                                               |                                               |

## Medaillengewinner
| Name                         | Sportart       | Jahr / Disziplin                               | Gold | Silber | Bronze | Gesamt |
| ---------------------------- | -------------- | ---------------------------------------------- | ---- | ------ | ------ | ------ |
| A ↑↑                         |                |                                                |      |        |        |        |
| Lautaro Acosta               | Fußball        | 2008 Peking Herren                             | 1    | –      | –      | 1      |
| Sergio Agüero                | Fußball        | 2008 Peking Herren                             | 1    | –      | –      | 1      |
| Magdalena Aicega             | Hockey         | 2000 Sydney Damen                              | –    | 1      | –      | 3      |
| Magdalena Aicega             | Hockey         | 2004 Athen Damen                               | –    | –      | 1      | 3      |
| Magdalena Aicega             | Hockey         | 2008 Peking Damen                              | –    | –      | 1      | 3      |
| Agustina Albertario          | Hockey         | 2020 Tokio Damen                               | –    | 1      | –      | 2      |
| Agustina Albertario          | Hockey         | 2024 Paris Damen                               | –    | –      | 1      | 2      |
| Matías Almeyda               | Fußball        | 1996 Atlanta Herren                            | –    | 1      | –      | 1      |
| Agostina Alonso              | Hockey         | 2020 Tokio Damen                               | –    | 1      | –      | 2      |
| Agostina Alonso              | Hockey         | 2024 Paris Damen                               | –    | –      | 1      | 2      |
| Santiago Álvarez             | Rugby          | 2020 Tokio Herren                              | –    | –      | 1      | 1      |
| Serena Amato                 | Segeln         | 2000 Sydney Europe                             | –    | –      | 1      | 1      |
| Manuel Andrada               | Polo           | 1936 Berlin Herren                             | 1    | –      | –      | 1      |
| Raúl Anganuzzi               | Fechten        | 1928 Amsterdam Florett-Mannschaft Herren       | –    | –      | 1      | 1      |
| Mariela Antoniska            | Hockey         | 2000 Sydney Damen                              | –    | 1      | –      | 2      |
| Mariela Antoniska            | Hockey         | 2004 Athen Damen                               | –    | –      | 1      | 2      |
| Inés Arrondo                 | Hockey         | 2000 Sydney Damen                              | –    | 1      | –      | 2      |
| Inés Arrondo                 | Hockey         | 2004 Athen Damen                               | –    | –      | 1      | 2      |
| Víctor Avendaño              | Boxen          | 1928 Amsterdam Halbschwergewicht               | 1    | –      | –      | 1      |
| Roberto Ayala                | Fußball        | 1996 Atlanta Herren                            | –    | 1      | –      | 2      |
| Roberto Ayala                | Fußball        | 2004 Athen Herren                              | 1    | –      | –      | 2      |
| Luciana Aymar                | Hockey         | 2000 Sydney Damen                              | –    | 1      | –      | 4      |
| Luciana Aymar                | Hockey         | 2004 Athen Damen                               | –    | –      | 1      | 4      |
| Luciana Aymar                | Hockey         | 2008 Peking Damen                              | –    | –      | 1      | 4      |
| Luciana Aymar                | Hockey         | 2012 London Damen                              | –    | 1      | –      | 4      |
| Amado Azar                   | Boxen          | 1932 Los Angeles Mittelgewicht                 | –    | 1      | –      | 1      |
| B ↑↑                         |                |                                                |      |        |        |        |
| Éver Banega                  | Fußball        | 2008 Peking Herren                             | 1    | –      | –      | 1      |
| Georgina Bardach             | Schwimmen      | 2004 Athen 400 m Lagen                         | –    | –      | 1      | 1      |
| Noel Barrionuevo             | Hockey         | 2008 Peking Damen                              | –    | –      | 1      | 3      |
| Noel Barrionuevo             | Hockey         | 2012 London Damen                              | –    | 1      | –      | 3      |
| Noel Barrionuevo             | Hockey         | 2020 Tokio Damen                               | –    | 1      | –      | 3      |
| Christian Bassedas           | Fußball        | 1996 Atlanta Herren                            | –    | 1      | –      | 1      |
| Lautaro Bazán Vélez          | Rugby          | 2020 Tokio Herren                              | –    | –      | 1      | 1      |
| Ludovico Bidoglio            | Fußball        | 1928 Amsterdam Herren                          | –    | 1      | –      | 1      |
| Eugenia Bosco                | Segeln         | 2024 Paris Nacra 17 Mixed                      | –    | 1      | –      | 1      |
| Ángel Bossio                 | Fußball        | 1928 Amsterdam Herren                          | –    | 1      | –      | 1      |
| Carlos Bossio                | Fußball        | 1996 Atlanta Herren                            | –    | 1      | –      | 1      |
| Manuel Brunet                | Hockey         | 2016 Rio de Janeiro Herren                     | 1    | –      | –      | 1      |
| Luis Brunetto                | Leichtathletik | 1924 Paris Dreisprung                          | –    | 1      | –      | 1      |
| Nicolás Burdisso             | Fußball        | 2004 Athen Herren                              | 1    | –      | –      | 1      |
| Claudia Burkart              | Hockey         | 2004 Athen Damen                               | –    | –      | 1      | 2      |
| Claudia Burkart              | Hockey         | 2008 Peking Damen                              | –    | –      | 1      | 2      |
| Diego Buonanotte             | Fußball        | 2008 Peking Herren                             | 1    | –      | –      | 1      |
| C ↑↑                         |                |                                                |      |        |        |        |
| Willy Caballero              | Fußball        | 2004 Athen Herren                              | 1    | –      | –      | 1      |
| Delfo Cabrera                | Leichtathletik | 1948 London Marathon                           | 1    | –      | –      | 1      |
| Sofia Cairo                  | Hockey         | 2024 Paris Damen                               | –    | –      | 1      | 1      |
| Lucas Calabrese              | Segeln         | 2012 London 470er                              | –    | –      | 1      | 1      |
| Saúl Calandra                | Fußball        | 1928 Amsterdam Herren                          | –    | 1      | –      | 1      |
| Héctor Calegaris             | Segeln         | 1960 Rom Drachen                               | –    | 1      | –      | 1      |
| Facundo Callioni             | Hockey         | 2016 Rio de Janeiro Herren                     | 1    | –      | –      | 1      |
| Carmelo Camet                | Fechten        | 1928 Amsterdam Florett-Mannschaft Herren       | –    | –      | 1      | 1      |
| Jeanette Campbell            | Schwimmen      | 1936 Berlin 100 m Freistil                     | –    | 1      | –      | 1      |
| Pilar Campoy                 | Hockey         | 2024 Paris Damen                               | –    | –      | 1      | 1      |
| Tranquilo Cappozzo           | Rudern         | 1952 Helsinki Doppelzweier                     | 1    | –      | –      | 1      |
| Cecilia Carranza Saroli      | Segeln         | 2016 Rio de Janeiro Nacra 17, Mixed            | 1    | –      | –      | 1      |
| Alfredo Carricaberry         | Fußball        | 1928 Amsterdam Herren                          | –    | 1      | –      | 1      |
| Oscar Casanovas              | Boxen          | 1936 Berlin Federgewicht                       | 1    | –      | –      | 1      |
| Lara Casas                   | Hockey         | 2024 Paris Damen                               | –    | –      | 1      | 1      |
| Daniel Castellani            | Volleyball     | 1988 Seoul Herren                              | –    | –      | 1      | 1      |
| Juana Castellaro Morello     | Hockey         | 2024 Paris Damen                               | –    | –      | 1      | 1      |
| Martina Cavallero            | Hockey         | 2012 London Damen                              | –    | 1      | –      | 1      |
| Pablo Cavallero              | Fußball        | 1996 Atlanta Herren                            | –    | 1      | –      | 1      |
| Roberto Cavanagh             | Polo           | 1936 Berlin Herren                             | 1    | –      | –      | 1      |
| Pablo Chacón                 | Boxen          | 1996 Atlanta Federgewicht                      | –    | –      | 1      | 1      |
| José Chamot                  | Fußball        | 1996 Atlanta Herren                            | –    | 1      | –      | 1      |
| Roberto Cherro               | Fußball        | 1928 Amsterdam Herren                          | –    | 1      | –      | 1      |
| Mauro Cia                    | Boxen          | 1948 London Halbschwergewicht                  | –    | –      | 1      | 1      |
| Lucio Cinti                  | Rugby          | 2020 Tokio Herren                              | –    | –      | 1      | 1      |
| Daniel Colla                 | Volleyball     | 1988 Seoul Herren                              | –    | –      | 1      | 1      |
| Fabricio Coloccini           | Fußball        | 2004 Athen Herren                              | 1    | –      | –      | 1      |
| Facundo Conte                | Volleyball     | 2020 Tokio Herren                              | –    | –      | 1      | 1      |
| Hugo Conte                   | Volleyball     | 1988 Seoul Herren                              | –    | –      | 1      | 1      |
| Javier Conte                 | Segeln         | 2000 Sydney 470er                              | –    | –      | 1      | 1      |
| Alfredo Copello              | Boxen          | 1924 Paris Leichtgewicht                       | –    | 1      | –      | 1      |
| Cristina Cosentino           | Hockey         | 2024 Paris Damen                               | –    | –      | 1      | 1      |
| Valentina Costa Biondi       | Hockey         | 2020 Tokio Damen                               | –    | 1      | –      | 1      |
| Hernán Crespo                | Fußball        | 1996 Atlanta Herren                            | –    | 1      | –      | 1      |
| Sebastián Crismanich         | Taekwondo      | 2012 London Mittelgewicht                      | 1    | –      | –      | 1      |
| Juan Carlos Cuminetti        | Volleyball     | 1988 Seoul Herren                              | –    | –      | 1      | 1      |
| Julio Curatella              | Rudern         | 1936 Berlin Zweier ohne Steuermann             | –    | –      | 1      | 1      |
| Juan Esteban Curuchet        | Radsport       | 2008 Peking Madison                            | 1    | –      | –      | 1      |
| D ↑↑                         |                |                                                |      |        |        |        |
| Andrés D’Alessandro          | Fußball        | 2004 Athen Herren                              | 1    | –      | –      | 1      |
| Silvina D’Elía               | Hockey         | 2012 London Damen                              | –    | 1      | –      | 1      |
| Santiago Danani              | Volleyball     | 2020 Tokio Herren                              | –    | –      | 1      | 1      |
| Luciano De Cecco             | Volleyball     | 2020 Tokio Herren                              | –    | –      | 1      | 1      |
| Juan de la Fuente            | Segeln         | 2000 Sydney 470er                              | –    | –      | 1      | 2      |
| Juan de la Fuente            | Segeln         | 2012 London 470er                              | –    | –      | 1      | 2      |
| Esteban De Palma             | Volleyball     | 1988 Seoul Herren                              | –    | –      | 1      | 1      |
| Laura del Colle              | Hockey         | 2012 London Damen                              | –    | 1      | –      | 1      |
| Felipe del Mestre            | Rugby          | 2020 Tokio Herren                              | –    | –      | 1      | 1      |
| Juan Martín del Potro        | Tennis         | 2012 London Einzel                             | –    | –      | 1      | 2      |
| Juan Martín del Potro        | Tennis         | 2016 Rio de Janeiro Einzel                     | –    | 1      | –      | 2      |
| Jorge del Río Salas          | Segeln         | 1960 Rom Drachen                               | –    | 1      | –      | 1      |
| Carlos Delfino               | Basketball     | 2004 Athen Herren                              | 1    | –      | –      | 2      |
| Carlos Delfino               | Basketball     | 2008 Peking Herren                             | –    | –      | 1      | 2      |
| César Delgado                | Fußball        | 2004 Athen Herren                              | 1    | –      | –      | 1      |
| Marcelo Delgado              | Fußball        | 1996 Atlanta Herren                            | –    | 1      | –      | 1      |
| Alberto Demiddi              | Rudern         | 1968 Mexiko-Stadt Einer                        | –    | –      | 1      | 2      |
| Alberto Demiddi              | Rudern         | 1972 München Einer                             | –    | 1      | –      | 2      |
| Marina Di Giácomo            | Hockey         | 2004 Athen Damen                               | –    | –      | 1      | 1      |
| Ángel Di María               | Fußball        | 2008 Peking Herren                             | 1    | –      | –      | 1      |
| Octavio Díaz                 | Fußball        | 1928 Amsterdam Herren                          | –    | 1      | –      | 1      |
| Zoe Díaz                     | Hockey         | 2024 Paris Damen                               | –    | –      | 1      | 1      |
| Alejandro Diz                | Volleyball     | 1988 Seoul Herren                              | –    | –      | 1      | 1      |
| Luis Duggan                  | Polo           | 1936 Berlin Herren                             | 1    | –      | –      | 1      |
| E ↑↑                         |                |                                                |      |        |        |        |
| Carlos Espínola              | Segeln         | 1996 Atlanta Mistral                           | –    | 1      | –      | 4      |
| Carlos Espínola              | Segeln         | 2000 Sydney Mistral                            | –    | 1      | –      | 4      |
| Carlos Espínola              | Segeln         | 2004 Athen Tornado                             | –    | –      | 1      | 4      |
| Carlos Espínola              | Segeln         | 2008 Peking Tornado                            | –    | –      | 1      | 4      |
| Rodrigo Etchart              | Rugby          | 2020 Tokio Herren                              | –    | –      | 1      | 1      |
| Juan Evaristo                | Fußball        | 1928 Amsterdam Herren                          | –    | 1      | –      | 1      |
| F ↑↑                         |                |                                                |      |        |        |        |
| Federico Fazio               | Fußball        | 2008 Peking Herren                             | 1    | –      | –      | 1      |
| Gabriel Diego Fernández      | Basketball     | 2004 Athen Herren                              | 1    | –      | –      | 1      |
| Leandro Fernández            | Fußball        | 2004 Athen Herren                              | 1    | –      | –      | 1      |
| María Paz Ferrari            | Hockey         | 2000 Sydney Damen                              | –    | 1      | –      | 1      |
| Manuel Ferreira              | Fußball        | 1928 Amsterdam Herren                          | –    | 1      | –      | 1      |
| Luciano Figueroa             | Fußball        | 2004 Athen Herren                              | 1    | –      | –      | 1      |
| Javier Frana                 | Tennis         | 1992 Barcelona Herrendoppel                    | –    | –      | 1      | 1      |
| G ↑↑                         |                |                                                |      |        |        |        |
| Fernando Gago                | Fußball        | 2008 Peking Herren                             | 1    | –      | –      | 1      |
| Enrique Gainzarain           | Fußball        | 1928 Amsterdam Herren                          | –    | 1      | –      | 1      |
| Marcelo Gallardo             | Fußball        | 1996 Atlanta Herren                            | –    | 1      | –      | 1      |
| Anabel Gambero               | Hockey         | 2000 Sydney Damen                              | –    | 1      | –      | 1      |
| Ezequiel Garay               | Fußball        | 2008 Peking Herren                             | 1    | –      | –      | 1      |
| Soledad García               | Hockey         | 2000 Sydney Damen                              | –    | 1      | –      | 3      |
| Soledad García               | Hockey         | 2004 Athen Damen                               | –    | –      | 1      | 3      |
| Soledad García               | Hockey         | 2008 Peking Damen                              | –    | –      | 1      | 3      |
| Andrés Gazzotti              | Polo           | 1936 Berlin Herren                             | 1    | –      | –      | 1      |
| Juan Ignacio Gilardi         | Hockey         | 2016 Rio de Janeiro Herren                     | 1    | –      | –      | 1      |
| Manu Ginóbili                | Basketball     | 2004 Athen Herren                              | 1    | –      | –      | 2      |
| Manu Ginóbili                | Basketball     | 2008 Peking Herren                             | –    | –      | 1      | 2      |
| Kily González                | Fußball        | 2004 Athen Herren                              | 1    | –      | –      | 1      |
| Luciano González             | Rugby          | 2020 Tokio Herren                              | –    | –      | 1      | 1      |
| Luis González                | Fußball        | 2004 Athen Herren                              | 1    | –      | –      | 1      |
| Mariana González Oliva       | Hockey         | 2004 Athen Damen                               | –    | –      | 1      | 2      |
| Mariana González Oliva       | Hockey         | 2008 Peking Damen                              | –    | –      | 1      | 2      |
| Mariano González             | Fußball        | 2004 Athen Herren                              | 1    | –      | –      | 1      |
| Román González               | Basketball     | 2008 Peking Herren                             | –    | –      | 1      | 1      |
| Reinaldo Gorno               | Leichtathletik | 1952 Helsinki Marathon                         | –    | 1      | –      | 1      |
| Agustina Gorzelany           | Hockey         | 2020 Tokio Damen                               | –    | 1      | –      | 2      |
| Agustina Gorzelany           | Hockey         | 2024 Paris Damen                               | –    | –      | 1      | 2      |
| María José Granatto          | Hockey         | 2020 Tokio Damen                               | –    | 1      | –      | 2      |
| María José Granatto          | Hockey         | 2024 Paris Damen                               | –    | –      | 1      | 2      |
| Victoria Granatto            | Hockey         | 2020 Tokio Damen                               | –    | 1      | –      | 1      |
| Eduardo Guerrero             | Rudern         | 1952 Helsinki Doppelzweier                     | 1    | –      | –      | 1      |
| Mario Guilloti               | Boxen          | 1968 Mexiko-Stadt Weltergewicht                | –    | –      | 1      | 1      |
| Alejandra Gulla              | Hockey         | 2004 Athen Damen                               | –    | –      | 1      | 2      |
| Alejandra Gulla              | Hockey         | 2008 Peking Damen                              | –    | –      | 1      | 2      |
| Juan Pedro Gutiérrez         | Basketball     | 2008 Peking Herren                             | –    | –      | 1      | 1      |
| Leonardo Gutiérrez           | Basketball     | 2004 Athen Herren                              | 1    | –      | –      | 2      |
| Leonardo Gutiérrez           | Basketball     | 2008 Peking Herren                             | –    | –      | 1      | 2      |
| H ↑↑                         |                |                                                |      |        |        |        |
| Florencia Habif              | Hockey         | 2012 London Damen                              | –    | 1      | –      | 1      |
| Gabriel Heinze               | Fußball        | 2004 Athen Herren                              | 1    | –      | –      | 1      |
| María de la Paz Hernández    | Hockey         | 2000 Sydney Damen                              | –    | 1      | –      | 3      |
| María de la Paz Hernández    | Hockey         | 2004 Athen Damen                               | –    | –      | 1      | 3      |
| María de la Paz Hernández    | Hockey         | 2008 Peking Damen                              | –    | –      | 1      | 3      |
| Eladio Herrera               | Boxen          | 1952 Helsinki Halbmittelgewicht                | –    | –      | 1      | 1      |
| Wálter Herrmann              | Basketball     | 2004 Athen Herren                              | 1    | –      | –      | 1      |
| Emilio Homps                 | Segeln         | 1948 London 6-m-Klasse                         | –    | 1      | –      | 1      |
| I ↑↑                         |                |                                                |      |        |        |        |
| Isidoro Ibarra               | Hockey         | 2016 Rio de Janeiro Herren                     | 1    | –      | –      | 1      |
| Pedro Ibarra                 | Hockey         | 2016 Rio de Janeiro Herren                     | 1    | –      | –      | 1      |
| Rafael Iglesias              | Boxen          | 1948 London Schwergewicht                      | 1    | –      | –      | 1      |
| Rodrigo Isgro                | Rugby          | 2020 Tokio Herren                              | –    | –      | 1      | 1      |
| J ↑↑                         |                |                                                |      |        |        |        |
| Julieta Jankunas             | Hockey         | 2020 Tokio Damen                               | –    | 1      | –      | 2      |
| Julieta Jankunas             | Hockey         | 2024 Paris Damen                               | –    | –      | 1      | 2      |
| K ↑↑                         |                |                                                |      |        |        |        |
| Federico Kammerichs          | Basketball     | 2008 Peking Herren                             | –    | –      | 1      | 1      |
| Gisele Kañevsky              | Hockey         | 2008 Peking Damen                              | –    | –      | 1      | 1      |
| Waldo Kantor                 | Volleyball     | 1988 Seoul Herren                              | –    | –      | 1      | 1      |
| Arturo Kenny                 | Polo           | 1924 Paris Herren                              | 1    | –      | –      | 1      |
| L ↑↑                         |                |                                                |      |        |        |        |
| Raúl Landini                 | Boxen          | 1928 Amsterdam Weltergewicht                   | –    | 1      | –      | 1      |
| Santiago Lange               | Segeln         | 2004 Athen Tornado                             | –    | –      | 1      | 3      |
| Santiago Lange               | Segeln         | 2008 Peking Tornado                            | –    | –      | 1      | 3      |
| Santiago Lange               | Segeln         | 2016 Rio de Janeiro Nacra 17, Mixed            | 1    | –      | –      | 3      |
| Roberto Larraz               | Fechten        | 1928 Amsterdam Florett-Mannschaft Herren       | –    | –      | 1      | 1      |
| Abel Laudonio                | Boxen          | 1960 Rom Leichtgewicht                         | –    | –      | 1      | 1      |
| Ezequiel Lavezzi             | Fußball        | 2008 Peking Herren                             | 1    | –      | –      | 1      |
| Bruno Lima                   | Volleyball     | 2020 Tokio Herren                              | –    | –      | 1      | 1      |
| Claudio López                | Fußball        | 1996 Atlanta Herren                            | –    | 1      | –      | 1      |
| Gustavo López                | Fußball        | 1996 Atlanta Herren                            | –    | 1      | –      | 1      |
| Juan Martín López            | Hockey         | 2016 Rio de Janeiro Herren                     | 1    | –      | –      | 1      |
| Agustín Loser                | Volleyball     | 2020 Tokio Herren                              | –    | –      | 1      | 1      |
| Guillermo Lovell             | Boxen          | 1936 Berlin Schwergewicht                      | –    | 1      | –      | 1      |
| Santiago Lovell              | Boxen          | 1932 Los Angeles Schwergewicht                 | 1    | –      | –      | 1      |
| Héctor Lucchetti             | Fechten        | 1928 Amsterdam Florett-Mannschaft Herren       | –    | –      | 1      | 1      |
| Luis Lucchetti               | Fechten        | 1928 Amsterdam Florett-Mannschaft Herren       | –    | –      | 1      | 1      |
| Rosario Luchetti             | Hockey         | 2008 Peking Damen                              | –    | –      | 1      | 2      |
| Rosario Luchetti             | Hockey         | 2012 London Damen                              | –    | 1      | –      | 2      |
| Germán Lux                   | Fußball        | 2004 Athen Herren                              | 1    | –      | –      | 1      |
| M ↑↑                         |                |                                                |      |        |        |        |
| Sofía Maccari                | Hockey         | 2012 London Damen                              | –    | 1      | –      | 2      |
| Sofía Maccari                | Hockey         | 2020 Tokio Damen                               | –    | 1      | –      | 2      |
| Laura Maiztegui              | Hockey         | 2000 Sydney Damen                              | –    | 1      | –      | 1      |
| Mateo Majdalani              | Segeln         | 2024 Paris Nacra 17 Mixed                      | –    | 1      | –      | 1      |
| Santiago Mare                | Rugby          | 2020 Tokio Herren                              | –    | –      | 1      | 1      |
| Mercedes Margalot            | Hockey         | 2000 Sydney Damen                              | –    | 1      | –      | 3      |
| Mercedes Margalot            | Hockey         | 2004 Athen Damen                               | –    | –      | 1      | 3      |
| Mercedes Margalot            | Hockey         | 2008 Peking Damen                              | –    | –      | 1      | 3      |
| Eduardo Esteban Martínez     | Volleyball     | 1988 Seoul Herren                              | –    | –      | 1      | 1      |
| Javier Mascherano            | Fußball        | 2004 Athen Herren                              | 1    | –      | –      | 2      |
| Javier Mascherano            | Fußball        | 2008 Peking Herren                             | 1    | –      | –      | 2      |
| Karina Masotta               | Hockey         | 2000 Sydney Damen                              | –    | 1      | –      | 1      |
| Luca Masso                   | Hockey         | 2016 Rio de Janeiro Herren                     | 1    | –      | –      | 1      |
| Agustín Mazzilli             | Hockey         | 2016 Rio de Janeiro Herren                     | 1    | –      | –      | 1      |
| Ángel Médici                 | Fußball        | 1928 Amsterdam Herren                          | –    | 1      | –      | 1      |
| Nicolás Medina               | Fußball        | 2004 Athen Herren                              | 1    | –      | –      | 1      |
| Héctor Méndez                | Boxen          | 1924 Paris Weltergewicht                       | –    | 1      | –      | 1      |
| Nicolás Méndez               | Volleyball     | 2020 Tokio Herren                              | –    | –      | 1      | 1      |
| Ignacio Mendy                | Rugby          | 2020 Tokio Herren                              | –    | –      | 1      | 1      |
| Joaquín Menini               | Hockey         | 2016 Rio de Janeiro Herren                     | 1    | –      | –      | 1      |
| Delfina Merino               | Hockey         | 2012 London Damen                              | –    | 1      | –      | 2      |
| Delfina Merino               | Hockey         | 2020 Tokio Damen                               | –    | 1      | –      | 2      |
| Lionel Messi                 | Fußball        | 2008 Peking Herren                             | 1    | –      | –      | 1      |
| Juan Miles                   | Polo           | 1924 Paris Herren                              | 1    | –      | –      | 1      |
| Christian Miniussi           | Tennis         | 1992 Barcelona Herrendoppel                    | –    | –      | 1      | 1      |
| Marcos Moneta                | Rugby          | 2020 Tokio Herren                              | –    | –      | 1      | 1      |
| Alejandro Montecchia         | Basketball     | 2004 Athen Herren                              | 1    | –      | –      | 1      |
| Luis Monti                   | Fußball        | 1928 Amsterdam Herren                          | –    | 1      | –      | 1      |
| Fabián Monzón                | Fußball        | 2008 Peking Herren                             | 1    | –      | –      | 1      |
| Hugo Morales                 | Fußball        | 1996 Atlanta Herren                            | –    | 1      | –      | 1      |
| Carlos Moratorio             | Reiten         | 1964 Tokio Einzel                              | –    | 1      | –      | 1      |
| Florencia Mutio              | Hockey         | 2012 London Damen                              | –    | 1      | –      | 1      |
| N ↑↑                         |                |                                                |      |        |        |        |
| Nicolás Navarro              | Fußball        | 2008 Peking Herren                             | 1    | –      | –      | 1      |
| Guillermo Naylor             | Polo           | 1924 Paris Herren                              | 1    | –      | –      | 1      |
| Jack Nelson                  | Polo           | 1924 Paris Herren                              | 1    | –      | –      | 1      |
| Andrés Nocioni               | Basketball     | 2004 Athen Herren                              | 1    | –      | –      | 2      |
| Andrés Nocioni               | Basketball     | 2008 Peking Herren                             | –    | –      | 1      | 2      |
| O ↑↑                         |                |                                                |      |        |        |        |
| Fabricio Oberto              | Basketball     | 2004 Athen Herren                              | 1    | –      | –      | 2      |
| Fabricio Oberto              | Basketball     | 2008 Peking Herren                             | –    | –      | 1      | 2      |
| Vanina Oneto                 | Hockey         | 2000 Sydney Damen                              | –    | 1      | –      | 2      |
| Vanina Oneto                 | Hockey         | 2004 Athen Damen                               | –    | –      | 1      | 2      |
| Raimundo Orsi                | Fußball        | 1928 Amsterdam Herren                          | –    | 1      | –      | 1      |
| Rodolfo Orlandini            | Fußball        | 1928 Amsterdam Herren                          | –    | 1      | –      | 1      |
| Ariel Ortega                 | Fußball        | 1996 Atlanta Herren                            | –    | 1      | –      | 1      |
| Ignacio Ortíz                | Hockey         | 2016 Rio de Janeiro Herren                     | 1    | –      | –      | 1      |
| Matías Osadczuk              | Rugby          | 2020 Tokio Herren                              | –    | –      | 1      | 1      |
| P ↑↑                         |                |                                                |      |        |        |        |
| Antonio Pacenza              | Boxen          | 1952 Helsinki Halbschwergewicht                | –    | 1      | –      | 1      |
| Enrique Padilla              | Polo           | 1924 Paris Herren                              | 1    | –      | –      | 1      |
| Ezequiel Palacios            | Volleyball     | 2020 Tokio Herren                              | –    | –      | 1      | 1      |
| Matías Paredes               | Hockey         | 2016 Rio de Janeiro Herren                     | 1    | –      | –      | 1      |
| Nicolás Pareja               | Fußball        | 2008 Peking Herren                             | 1    | –      | –      | 1      |
| Fernando Paternóster         | Fußball        | 1928 Amsterdam Herren                          | –    | 1      | –      | 1      |
| Paula Pareto                 | Judo           | 2008 Peking Superleichtgewicht, Frauen         | –    | –      | 1      | 2      |
| Paula Pareto                 | Judo           | 2016 Rio de Janeiro Superleichtgewicht, Frauen | 1    | –      | –      | 2      |
| Pablo Paz                    | Fußball        | 1996 Atlanta Herren                            | –    | 1      | –      | 1      |
| Gonzalo Peillat              | Hockey         | 2016 Rio de Janeiro Herren                     | 1    | –      | –      | 1      |
| Victor Peralta               | Boxen          | 1928 Amsterdam Federgewicht                    | –    | 1      | –      | 1      |
| Feliciano Perducca           | Fußball        | 1928 Amsterdam Herren                          | –    | 1      | –      | 1      |
| Federico Pereyra             | Volleyball     | 2020 Tokio Herren                              | –    | –      | 1      | 1      |
| Pascual Pérez                | Boxen          | 1948 London Fliegengewicht                     | 1    | –      | –      | 1      |
| Walter Pérez                 | Radsport       | 2008 Peking Madison                            | 1    | –      | –      | 1      |
| Mauricio Pineda              | Fußball        | 1996 Atlanta Herren                            | –    | 1      | –      | 1      |
| Horacio Podestá              | Rudern         | 1936 Berlin Zweier ohne Steuermann             | –    | –      | 1      | 1      |
| Cristian Poglajen            | Volleyball     | 2020 Tokio Herren                              | –    | –      | 1      | 1      |
| Antonio Porta                | Basketball     | 2008 Peking Herren                             | –    | –      | 1      | 1      |
| Alfredo Porzio               | Boxen          | 1924 Paris Schwergewicht                       | –    | –      | 1      | 1      |
| Pablo Prigioni               | Basketball     | 2008 Peking Herren                             | –    | –      | 1      | 1      |
| Q ↑↑                         |                |                                                |      |        |        |        |
| Pedro Quartucci              | Boxen          | 1924 Paris Federgewicht                        | –    | –      | 1      | 1      |
| Paolo Quinteros              | Basketball     | 2008 Peking Herren                             | –    | –      | 1      | 1      |
| Raúl Quiroga                 | Volleyball     | 1988 Seoul Herren                              | –    | –      | 1      | 1      |
| R ↑↑                         |                |                                                |      |        |        |        |
| Martín Ramos                 | Volleyball     | 2020 Tokio Herren                              | –    | –      | 1      | 1      |
| Valentina Raposo             | Hockey         | 2020 Tokio Damen                               | –    | 1      | –      | 2      |
| Valentina Raposo             | Hockey         | 2024 Paris Damen                               | –    | –      | 1      | 2      |
| Carla Rebecchi               | Hockey         | 2008 Peking Damen                              | –    | –      | 1      | 2      |
| Carla Rebecchi               | Hockey         | 2012 London Damen                              | –    | 1      | –      | 2      |
| Micaela Retegui              | Hockey         | 2020 Tokio Damen                               | –    | 1      | –      | 1      |
| Gastón Revol                 | Rugby          | 2020 Tokio Herren                              | –    | –      | 1      | 1      |
| Lucas Rey                    | Hockey         | 2016 Rio de Janeiro Herren                     | 1    | –      | –      | 1      |
| Matías Rey                   | Hockey         | 2016 Rio de Janeiro Herren                     | 1    | –      | –      | 1      |
| Jorgelina Rimoldi            | Hockey         | 2000 Sydney Damen                              | –    | 1      | –      | 1      |
| Juan Román Riquelme          | Fußball        | 2008 Peking Herren                             | 1    | –      | –      | 1      |
| Francisco Risiglione         | Boxen          | 1936 Berlin Halbschwergewicht                  | –    | –      | 1      | 1      |
| Rodolfo Rivademar            | Segeln         | 1948 London 6-m-Klasse                         | –    | 1      | –      | 1      |
| Carmelo Robledo              | Boxen          | 1932 Los Angeles Federgewicht                  | 1    | –      | –      | 1      |
| Arturo Rodríguez Jurado      | Boxen          | 1928 Amsterdam Schwergewicht                   | 1    | –      | –      | 1      |
| Clemente Rodríguez           | Fußball        | 2004 Athen Herren                              | 1    | –      | –      | 1      |
| Macarena Rodríguez           | Hockey         | 2012 London Damen                              | –    | 1      | –      | 1      |
| Maxi Rodríguez               | Fußball        | 2004 Athen Herren                              | 1    | –      | –      | 1      |
| Rufino Rodríguez de la Torre | Segeln         | 1948 London 6-m-Klasse                         | –    | 1      | –      | 1      |
| Cecilia Rognoni              | Hockey         | 2000 Sydney Damen                              | –    | 1      | –      | 2      |
| Cecilia Rognoni              | Hockey         | 2004 Athen Damen                               | –    | –      | 1      | 2      |
| Sergio Romero                | Fußball        | 2008 Peking Herren                             | 1    | –      | –      | 1      |
| Mauro Rosales                | Fußball        | 2004 Athen Herren                              | 1    | –      | –      | 1      |
| Lucas Rossi                  | Hockey         | 2016 Rio de Janeiro Herren                     | 1    | –      | –      | 1      |
| Mariana Rossi                | Hockey         | 2008 Peking Damen                              | –    | –      | 1      | 1      |
| Mariné Russo                 | Hockey         | 2004 Athen Damen                               | –    | –      | 1      | 2      |
| Mariné Russo                 | Hockey         | 2008 Peking Damen                              | –    | –      | 1      | 2      |
| S ↑↑                         |                |                                                |      |        |        |        |
| Gabriela Sabatini            | Tennis         | 1988 Seoul Einzel                              | –    | 1      | –      | 1      |
| Enrique Sáenz-Valiente       | Schießen       | 1948 London Schnellfeuerpistole                | –    | 1      | –      | 1      |
| Juan Saladino                | Hockey         | 2016 Rio de Janeiro Herren                     | 1    | –      | –      | 1      |
| Jorge Salas Chávez           | Segeln         | 1960 Rom Drachen                               | –    | 1      | –      | 1      |
| Juan Ignacio Sánchez         | Basketball     | 2004 Athen Herren                              | 1    | –      | –      | 1      |
| Matías Sánchez               | Volleyball     | 2020 Tokio Herren                              | –    | –      | 1      | 1      |
| Rocío Sánchez Moccia         | Hockey         | 2012 London Damen                              | –    | 1      | –      | 3      |
| Rocío Sánchez Moccia         | Hockey         | 2020 Tokio Damen                               | –    | 1      | –      | 3      |
| Rocío Sánchez Moccia         | Hockey         | 2024 Paris Damen                               | –    | –      | 1      | 3      |
| Victoria Sauze               | Hockey         | 2020 Tokio Damen                               | –    | 1      | –      | 2      |
| Victoria Sauze               | Hockey         | 2024 Paris Damen                               | –    | –      | 1      | 2      |
| Javier Saviola               | Fußball        | 2004 Athen Herren                              | 1    | –      | –      | 1      |
| Mariela Scarone              | Hockey         | 2012 London Damen                              | –    | 1      | –      | 1      |
| Germán Schulz                | Rugby          | 2020 Tokio Herren                              | –    | –      | 1      | 1      |
| Luis Scola                   | Basketball     | 2004 Athen Herren                              | 1    | –      | –      | 2      |
| Luis Scola                   | Basketball     | 2008 Peking Herren                             | –    | –      | 1      | 2      |
| Hugo Sconochini              | Basketball     | 2004 Athen Herren                              | 1    | –      | –      | 1      |
| Enrique Sieburger jr.        | Segeln         | 1948 London 6-m-Klasse                         | –    | 1      | –      | 1      |
| Enrique Sieburger sr.        | Segeln         | 1948 London 6-m-Klasse                         | –    | 1      | –      | 1      |
| Julio Sieburger              | Segeln         | 1948 London 6-m-Klasse                         | –    | 1      | –      | 1      |
| Diego Simeone                | Fußball        | 1996 Atlanta Herren                            | –    | 1      | –      | 1      |
| Noëmi Simonetto              | Leichtathletik | 1948 London Weitsprung                         | –    | 1      | –      | 1      |
| Humberto Selvetti            | Gewichtheben   | 1952 Helsinki Schwergewicht                    | –    | –      | 1      | 2      |
| Humberto Selvetti            | Gewichtheben   | 1956 Melbourne Schwergewicht                   | –    | 1      | –      | 2      |
| Roberto Néstor Sensini       | Fußball        | 1996 Atlanta Herren                            | –    | 1      | –      | 1      |
| Sebastián Solé               | Volleyball     | 2020 Tokio Herren                              | –    | –      | 1      | 1      |
| José Ernesto Sosa            | Fußball        | 2008 Peking Herren                             | 1    | –      | –      | 1      |
| Josefina Sruoga              | Hockey         | 2012 London Damen                              | –    | 1      | –      | 1      |
| Daniela Sruoga               | Hockey         | 2012 London Damen                              | –    | 1      | –      | 1      |
| Ayelén Stepnik               | Hockey         | 2000 Sydney Damen                              | –    | 1      | –      | 2      |
| Ayelén Stepnik               | Hockey         | 2004 Athen Damen                               | –    | –      | 1      | 2      |
| Paola Suárez                 | Tennis         | 2004 Athen Damendoppel                         | –    | –      | 1      | 1      |
| Belén Succi                  | Hockey         | 2008 Peking Damen                              | –    | –      | 1      | 2      |
| Belén Succi                  | Hockey         | 2020 Tokio Damen                               | –    | 1      | –      | 2      |
| T ↑↑                         |                |                                                |      |        |        |        |
| Patricia Tarabini            | Tennis         | 2004 Athen Damendoppel                         | –    | –      | 1      | 1      |
| Domingo Tarasconi            | Fußball        | 1928 Amsterdam Herren                          | –    | 1      | –      | 1      |
| Carlos Tévez                 | Fußball        | 2004 Athen Herren                              | 1    | –      | –      | 1      |
| Sofía Toccalino              | Hockey         | 2020 Tokio Damen                               | –    | 1      | –      | 2      |
| Sofía Toccalino              | Hockey         | 2024 Paris Damen                               | –    | –      | 1      | 2      |
| José Torres Gil              | Radsport       | 2024 Paris BMX-Freestyle                       | 1    | –      | –      | 1      |
| Eugenia Trinchinetti         | Hockey         | 2020 Tokio Damen                               | –    | 1      | –      | 2      |
| Eugenia Trinchinetti         | Hockey         | 2024 Paris Damen                               | –    | –      | 1      | 2      |
| U ↑↑                         |                |                                                |      |        |        |        |
| Jon Uriarte                  | Volleyball     | 1988 Seoul Herren                              | –    | –      | 1      | 1      |
| Óscar Ustari                 | Fußball        | 2004 Athen Herren                              | 1    | –      | –      | 2      |
| Óscar Ustari                 | Fußball        | 2008 Peking Herren                             | 1    | –      | –      | 2      |
| V ↑↑                         |                |                                                |      |        |        |        |
| Lucas Vila                   | Hockey         | 2016 Rio de Janeiro Herren                     | 1    | –      | –      | 1      |
| Raúl Villareal               | Boxen          | 1936 Berlin Mittelgewicht                      | –    | –      | 1      | 1      |
| Juan Manuel Vivaldi          | Hockey         | 2016 Rio de Janeiro Herren                     | 1    | –      | –      | 1      |
| Paola Vukojicic              | Hockey         | 2000 Sydney Damen                              | –    | 1      | –      | 3      |
| Paola Vukojicic              | Hockey         | 2004 Athen Damen                               | –    | –      | 1      | 3      |
| Paola Vukojicic              | Hockey         | 2008 Peking Damen                              | –    | –      | 1      | 3      |
| W ↑↑                         |                |                                                |      |        |        |        |
| Carlos Weber                 | Volleyball     | 1988 Seoul Herren                              | –    | –      | 1      | 1      |
| Rubén Wolkowyski             | Basketball     | 2004 Athen Herren                              | 1    | –      | –      | 1      |
| X ↑↑                         |                |                                                |      |        |        |        |
| Y ↑↑                         |                |                                                |      |        |        |        |
| Z ↑↑                         |                |                                                |      |        |        |        |
| Juan Carlos Zabala           | Leichtathletik | 1932 Los Angeles Marathon                      | 1    | –      | –      | 1      |
| Pablo Zabaleta               | Fußball        | 2008 Peking Herren                             | 1    | –      | –      | 1      |
| Victor Zalazar               | Boxen          | 1956 Melbourne Mittelgewicht                   | –    | –      | 1      | 1      |
| Javier Zanetti               | Fußball        | 1996 Atlanta Herren                            | –    | 1      | –      | 1      |
| Alberto Zorrilla             | Schwimmen      | 1928 Amsterdam 400 m Freistil                  | 1    | –      | –      | 1      |
| Claudio Zulianello           | Volleyball     | 1988 Seoul Herren                              | –    | –      | 1      | 1      |

Afghanistan |
Ägypten |
Albanien |
Algerien |
Amerikanische Jungferninseln |
Argentinien |
Armenien |
Aserbaidschan |
Äthiopien |
Australien |
Bahamas |
Bahrain |
Barbados |
Belarus |
Belgien |
Bermuda |
Botswana |
Brasilien |
Bulgarien |
Burkina Faso |
Burundi |
Chile |
Chinese Taipei |
Costa Rica |
Dänemark |
Deutschland |
Dominica |
Dominikanische Republik |
Dschibuti |
Ecuador |
Elfenbeinküste |
Eritrea |
Estland |
Fidschi |
Finnland |
Frankreich |
Gabun |
Georgien |
Ghana |
Grenada |
Griechenland |
Guatemala |
Guyana |
Haiti |
Hongkong (China) |
Indien |
Indonesien |
Irak |
Iran |
Irland |
Island |
Israel |
Italien |
Jamaika |
Japan |
Jordanien |
Kamerun |
Kanada |
Kap Verde |
Kasachstan |
Katar |
Kenia |
Kirgisistan |
Kolumbien |
Kosovo |
Kroatien |
Kuba |
Kuwait |
Lettland |
Libanon |
Liechtenstein |
Litauen |
Luxemburg |
Malaysia |
Marokko |
Mauritius |
Mexiko |
Moldau |
Mongolei |
Montenegro |
Mosambik |
Namibia |
Neuseeland |
Niederlande |
Niger |
Nigeria |
Nordkorea |
Nordmazedonien |
Norwegen |
Österreich |
Pakistan |
Panama |
Paraguay |
Peru |
Philippinen |
Polen |
Portugal |
Puerto Rico |
Rumänien |
Russland |
Sambia |
Samoa |
San Marino |
Saudi-Arabien |
Schweden |
Schweiz |
Senegal |
Serbien |
Simbabwe |
Singapur |
Slowakei |
Slowenien |
Spanien |
Sri Lanka |
St. Lucia |
Südafrika |
Sudan |
Südkorea |
Suriname |
Syrien |
Tadschikistan |
Tansania |
Thailand |
Togo |
Tonga |
Trinidad und Tobago |
Tschechien |
Tunesien |
Turkmenistan |
Türkei |
Uganda |
Ukraine |
Ungarn |
Uruguay |
Usbekistan |
Venezuela |
Vereinigte Arabische Emirate |
Vereinigte Staaten |
Vereinigtes Königreich |
Vietnam |
Volksrepublik China |
Zypern
Refugee Olympic Team
Historische:

Australasien |
Jugoslawien |
Niederländische Antillen |
Serbien und Montenegro |
Sowjetunion |
Tschechoslowakei |
Westindische Föderation |
gemischte Mannschaft